# Mario Zurlini
Mario Zurlini (Parma, 17 de marzo de 1942-Parma, 16 de febrero de 2023) fue un futbolista y entrenador italiano. Se desempeñaba como defensa.

## Trayectoria
Debutó en el club de su ciudad natal, el Parma, militando dos temporadas en Serie B. En 1964 fue transferido al Napoli, donde logró el puesto de líbero titular desde la temporada 1968/69, haciendo con Dino Panzanato una pareja central eficaz por 6 temporadas y contribuyendo a la conquista del tercer lugar en las temporadas 1970/71 y 1973/74. Con los azzurri partenopeos ganó una Copa de los Alpes en 1966.
En marzo de 1974, regresando de un partido en Cesena, tuvo un grave accidente automovilístico. Volvió al campo de juego con el doble papel de jugador y entrenador del Matera. Fue el técnico de varios equipos del Mezzogiorno, sobre todo de Campania.

## Clubes

### Como futbolista
| Club       | País   | Año       |
| ---------- | ------ | --------- |
| Parma AS   | Italia | 1962-1964 |
| SSC Napoli | Italia | 1964-1974 |
| FBC Matera | Italia | 1975-1977 |

### Como entrenador
| Club             | País   | Año       |
| ---------------- | ------ | --------- |
| FBC Matera       | Italia | 1975-1977 |
| Brindisi Sport   | Italia | 1977-1978 |
| AC Savoia 1908   | Italia | 1978-1979 |
| Brindisi Sport   | Italia | 1979-1980 |
| AC Savoia 1908   | Italia | 1980-1981 |
| FC Turris 1944   | Italia | 1981-1982 |
| USC Grumese      | Italia | 1982-1983 |
| Siracusa Calcio  | Italia | 1983-1984 |
| FC Turris 1944   | Italia | 1984-1985 |
| Atlético Catania | Italia | 1986-1988 |
| SS Cavese 1919   | Italia | 1988-1989 |
| AC Savoia 1908   | Italia | 1990-1991 |
| Benevento Calcio | Italia | 1991-1992 |
| AC Savoia 1908   | Italia | 1993      |
| SS Juve Stabia   | Italia | 1994-1995 |

## Palmarés

### Copas internacionales
| Título            | Club       | País   | Año  |
| ----------------- | ---------- | ------ | ---- |
| Copa de los Alpes | SSC Napoli | Italia | 1966 |